# Dietrich Hilger
Dietrich Ortwin Hilger (* 22. April 1926 in Breslau; † 11. März 1980 in Hamburg) war ein deutscher Sozialhistoriker.

## Leben
Von 1970 bis 1980 lehrte er als Professor für Wirtschafts- und Sozialgeschichte an der Universität Hamburg.

## Schriften (Auswahl)
- Edmund Burke und seine Kritik der Französischen Revolution (= Sozialwissenschaftliche Studien. Heft 1). G. Fischer, Stuttgart 1960, OCLC 186599628 (zugleich Dissertation, Hamburg 1957).
- als Herausgeber mit Carl Jantke: Die Eigentumslosen. Der deutsche Pauperismus und die Emanzipationskrise in Darstellungen und Deutungen der zeitgenössischen Literatur (= Orbis academicus; Geschichte der politischen Ideen in Dokumenten und Darstellungen). Alber, Freiburg/München 1965, OCLC 577514366.